# Journal of Physical Chemistry A
La revista Journal of Physical Chemistry A és un setmanari científic sobre la recerca en la química de les molècules - incloent les seves dinàmiques, espectroscòpia, quinètica, estructura, unió, i química quàntica, publicada per la Societat Química Americana.
Fins a l'any 1997 el títol era simplement Journal of Physical Chemistry. Degut al constant increment en la quantitat d'investigacions dutes a terme en l'àrea, l'any 1997 la revista es va dividir en dos parts, Journal of Physical Chemistry A (dedicada a la química física molecular teòrica i experimental) i Journal of Physical Chemistry B (estat sòlid, matèria tova, líquids, etc.). A partir de l'any 2007, la darrera es va dividir novament, amb la revista Journal of Physical Chemistry C dedicada a les àrees de nanotecnologia, electrònica molecular i d'altres temes relacionats.

## Caps de redacció
- 1896–1932 Wilder Dwight Bancroft, Joseph E. Trevor
- 1933–1951 S. C. Lind
- 1952–1964 William A. Noyes
- 1965–1969 F. T. Wall
- 1970–1980 Bryce Crawford
- 1980–2004 Mostafa El-Sayed
- 2005– George C. Schatz[1]